# لوئیجی جیولیانو
لوئیجی جیولیانو (به ایتالیایی: Luigi Giuliano) بازیکن فوتبال و اهل ایتالیا است که از سال ۱۹۵۵ میلادی عضو تیم ملی فوتبال ایتالیا بوده و در ۱ بازی ملی حضور داشته‌است. او در بازی‌های ملی‌اش گلی به ثمر نرساند.
لویجی جیولیانو آخرین بازی ملی خود را در سال ۱۹۵۵ میلادی انجام داد. 